# Alechis Fotiadis
Alechis Fotiadis (griechisch Αλέχης Φωτιάδης, englisch Alekhis Fotiadis bzw. Alexis Photiades; * 25. Juli 1967 in Nikosia) ist ein ehemaliger zypriotischer Skirennläufer.

## Karriere
Fotiadis nahm zwischen 1984 und 1993 an sämtlichen internationalen Großereignissen im Alpinen Skisport teil. Sein bestes Ergebnis erzielte er dabei bei den Weltmeisterschaften 1985 in Bormio mit dem 32. Platz im Slalom.
Seine letzten internationalen Rennen bestritt Fotiadis im Februar 1995 im Troodos-Gebirge, danach trat er nicht mehr als Rennläufer in Erscheinung.

## Privates
Seine Geschwister Pavlos Fotiadis und Karolina Fotiadou waren ebenfalls als Skirennläufer aktiv.

## Erfolge

### Olympische Winterspiele
- Sarajevo 1984: 69. Riesenslalom, DNF Slalom
- Calgary 1988: 58. Riesenslalom, DNF Super-G, DNF Slalom
- Albertville 1992: 44. Slalom, 61. Riesenslalom, 80. Super-G

### Weltmeisterschaften
- Bormio 1985: 32. Slalom, DNF Riesenslalom[2]
- Crans-Montana 1987: 35. Slalom[3], 56. Super-G[4], 61. Riesenslalom[5]
- Vail 1989: 56. Riesenslalom[6], 87. Super-G[7], DNF Slalom[8]
- Saalbach-Hinterglemm 1991: 47. Slalom[9], DNF Super-G[10], DNF Riesenslalom[11]
- Morioka 1993: 43. Slalom, 46. Riesenslalom